# Corydoras undulatus
Corydoras undulatus — вид сомоподібних риб з роду Коридорас підродини Corydoradinae родини Панцирні соми. Інші назви «чорно-золотий коридорас», «хвилястий коридорас».

## Опис
Загальна довжина досягає 4,4-5 см. Самці стрункіше за самиць. Голова коротка і масивна. Очі невеличкі. Рот нижній, спрямовано додолу. На верхній губі 2 пари вусів, на нижній — 1 пара. Тулуб щільний, короткий. Уздовж боків проходить 2 рядки кісткових пластинок. Спина опукла, черево пряме. Спинний плавець високий, складається з 1 жорсткого та 7 м'яких променів, анальний — 1 жорсткий і 6 м'яких променів. Хвостовий плавець виїмчастий.
Забарвлення глянсово-золотаве з численними чорними рисками та плямочками. Боками проходять 3-5 поздовжніх рядків жовто-білих крапочок. На спинному плавці є крапочки, що іноді зливаються в 2-3 горизонтальні смужки. Інші плавці прозорі, жовтуваті.

## Спосіб життя
Є демерсальною рибою. Воліє до прісної води. Тримається нижніх шарів води. Зустрічається серед рясної рослинності. Утворює великі косяки. Вдень ховається в різних укриттях. Активний у присмерку та вночі. Живиться хробаками, комахами, а також дрібними ракоподібними.
Статева зрілість настає у віці 1 року. Самиця відкладає 2-4 ікринки до черевних плавців, які протягом 30 сек. запліднює самець. Слідом за цим самиця приліплює до листя. Загалом відкладається до 100 яєць.
Тривалість життя становить до 8 років.

## Розповсюдження
Поширено у нижній частині річки Парана та прибережних річках південної Бразилії.